# Benjamin Dwight Allen
Benjamin Dwight Allen (* 16. Februar 1831 in Sturbridge, Massachusetts; † 4. März 1914 in Wellesley (Massachusetts)) war ein US-amerikanischer Organist und Komponist.

## Leben
Allen wurde in Worcester, Mass., ausgebildet. Er war hier ab 1845 Lehrer und Organist und von 1857 bis 1894 Organist und Chorleiter der Union Congregational Church. Er begründete 1858 die Musikfestivals von Worcester. Von 1871 bis 1876 unterrichtete er daneben am New England Conservatory und der Universität von Boston. Ab 1894 leitete er die Musikabteilung des Beloit College in Wisconsin und wirkte schließlich von 1902 bis 1905 als Organist an der Manhattan Congregational Church in New York.
Allen komponierte Anthems und Lieder, von denen bis heute nur ein geringer Teil im Druck erschienen ist. Sein Hauptverdienst war seine Lehrtätigkeit, mit der er die Entwicklung des Musiklebens in den USA entscheidend förderte.